# 렛츠락 페스티벌
렛츠락 페스티벌(Let's Rock Festival)은 매년 가을에 대한민국에서 열리는 록 페스티벌이다. 2007년에 처음 개최되었다.

## 개요
렛츠락 페스티벌은 "국내 락 음악의 발전과 관객들을 위한 도심속 락 페스티벌"이라는 기획 의도로 2007년에 처음 고려대학교 녹지 운동장에서 시작되었다. 2007년부터 2010년까지 매년 가을에 렛츠락 페스티벌이라는 이름으로 열렸으며 2011년에 기존 '대한민국 라이브 뮤직 페스티벌'과 '렛츠 락 페스티벌'을 합쳐 <2011 대한민국 라이브 뮤직 렛츠락 페스티벌>로 축제 이름을 바꿨다.

## 연혁
- 1회: 2007 렛츠 스프리스 락 페스티벌, 2007년 9월 8일 고려대학교 녹지운동장
- 2회: 2008 렛츠 스프리스 락 페스티벌, 2008년 9월 6일 올림픽공원 88잔디마당
- 3회: 2009 렛츠 스프리스 락 페스티벌, 2009년 9월 26일 용산 전쟁기념관 평화의 광장
- 4회: 2010 렛츠 스프리스 락 페스티벌, 2010년 10월 2일 난지 한강시민공원 중앙잔디마당
- 5회: 2011 대한민국 라이브 뮤직 렛츠락 페스티벌, 2011년 9월 24일 ~ 9월 25일 난지 한강시민공원 중앙잔디마당
- 6회: 2012 렛츠락 페스티벌, 2012년 9월 22일 ~ 9월 23일 난지 한강시민공원 젊음의 광장
- 7회: 2013 렛츠락 페스티벌, 2013년 9월 14일 ~ 9월 15일 한강시민공원 난지지구 중앙잔디광장
- 8회: 2014 렛츠락 페스티벌, 2014년 9월 20일 ~ 9월 21일 난지한강공원 중앙잔디광장/잔디마당
- 9회: 2015 렛츠락 페스티벌, 2015년 9월 19일 ~ 9월 20일 난지한강공원 중앙잔디광장/잔디마당

## 참여 음악가
| 2007년 | 9월 8일 | 9월 8일 |
| ------ | --- | --- |
| 2007년 | - 김종서 밴드 - 노브레인 - 김장훈과 한국사람 - 김사랑 밴드 - 피아 - 스키조 - 넬 - 트랜스픽션 - 활화산(영화 '즐거운 인생') - 레이지본 - 오메가3 - 슈퍼 키드 - 바세린 - 박상철과 가요톱텐 - 내 귀에 도청장치 - 갓오브엠티네스 - 쟈니로얄 - 나티 - 훌리건 - 럭스 - 더더밴드 - 바닐라 유니티 - 슈가 도넛 - 쿨에이지 - 아이스베리 - 옐로푸퍼 - 타미식스 | |
| 2008년 | 9월 6일 | 9월 6일 |
| 2008년 | - 넬 - YB - 빅뱅 - 노브레인 - 트랜스픽션 - 껌엑스 - 레이지본 - 이브 - 가요톱텐+김흥국 - 자우림 - 피아 - 쟈니로얄 - 윈디 시티 - 카피머신 - 슈가 도넛 - 갤럭시 익스프레스 - 바닐라 유니티 - 바세린 - 닥터코어 911 - 내 귀에 도청장치 - 갓오브엠티네스 - 루나틱 - 스팟라이트 - 퍼니피플 - 어퍼                                                        | |
| 2009년 | 9월 26일 | 9월 26일 |
| 2009년 | - 김경호 밴드 - 노브레인 - 트랜스픽션 - 레이지본 - 언니네이발관 - 피아 - 허클베리 핀 - 스키조 - 부활 - 내 귀에 도청장치 - 디아블로 - 커먼그라운드 - 닥터코어 911 - 슈퍼 키드 - 메이트 - 바세린 - 싸이 - 뷰렛 - 네미시스 - 슈가 도넛 - 몽니 - 가요톱텐+설운도 - 넘버원코리안 - 나폴레옹 다이나마이트 - 드라이플라워 - 보드카레인 - 쉔 - 어비스      | |
| 2010년 | 10월 2일 | 10월 2일 |
| 2010년 | - YB - 노브레인 - 트랜스픽션 - 이승환 - 옐로우 몬스터즈 - 아트오브파티스 - 피아 - 아우라 with이브 - 디아블로 - 슈프림팀 - 갤럭시 익스프레스 - 내 귀에 도청장치 - 쟈니로얄 - 카피머신 - 고고스타 - 슈가 도넛 - 부활 - 바닐라 유니티 - 칵스 - 딕펑스 - 스윗리벤지 - 로맨틱펀치 - 슈퍼 키드 - 가이즈 - 스팟라이트 - 루버더키                          | |
| 2011년 | 9월 24일 | 9월 25일 |
| 2011년 | - YB - 세트립스 - 국카스텐 - 015B - 데이브레이크 - 트랜스픽션 - 고고스타 - 크래쉬 - 칵스 - 문샤이너스 - 내 귀에 도청장치 - 옥상달빛 - 어반자카파 - 제이레빗 - 카프카 - 라킨라드 - 웁스나이스 | - 김창완 밴드 - 피아 - 검정치마 - 노브레인 - 몽니 - 스카워즈(넘버원코리안&카피머신) - 스키조 - 좋아서 하는 밴드 - 디어 클라우드 - 바닐라 유니티 - 이브 - 부활 - 안녕바다 - 딕펑스 - 엑시즈 제1회 올레뮤직인디어워즈 - 축하공연 - 김지수, 톡식, 국카스텐 - 이달의 루키 - 이스턴 사이드 킥 - 이달의 아티스트 - 로맨틱펀치                                 |
| 2012년 | 9월 22일 | 9월 23일 |
| 2012년 | - 노브레인 - 이은미밴드 - 검정치마 - 가을방학 - 글렌체크 - 톡식 - 브로큰 발렌타인 - 페퍼톤스 - 데이브레이크 - 옥상달빛 - 원모어찬스 - 짙은 - 게이트 플라워즈 - 해리빅버튼 - 몽키즈 - 네미시스 - 주효 - 혜화동소년 - 코어매거진 - 엑시즈 | - 델리 스파이스 - 브로콜리 너마저 - 몽니 - 갤럭시 익스프레스 - 트랜스픽션 - 피터팬 컴플렉스 - 칵스 - 슈퍼 키드 - 로다운 30 - 내 귀에 도청장치 - 몽구스 - 로맨틱펀치 - 소란 - 장미여관 - 아이씨사이다 - 번아웃하우스 제8회 올레뮤직인디어워즈 - 축하공연 - 국카스텐, 김사랑 - 이달의 루키 - 코어매거진 - 이달의 아티스트 - 피아 - 이달의 앨범 - 버벌진트 |
| 2013년 | 9월 14일 | 9월 15일 |
| 2013년 | - 넬 - 델리 스파이스 - 몽니 - 로맨틱펀치 - Geeks - 빈지노 / Dok2 - 장미여관 - 소란 - 김사랑 - 해리빅버튼 - 옐로우 몬스터즈 - 커피소년 - 판타스틱 드럭스토어 - 스웨덴 세탁소 - 갈릭스 - 솔루션스 - 아이씨사이다 - 서한범 | - YB - 노브레인 - 데이브레이크 - 브로콜리 너마저 - 페퍼톤스 - 피아 - 딕펑스 - 구남과여라이딩스텔라 - 레이지본 - 브로큰 발렌타인 - 쏜애플 - 제이레빗 - 휴먼레이스 - 브릭 - 키스위치 - 보리 - 와이즈애플 - The Polytunes |
| 2014년 | 9월 20일 | 9월 21일 |
| 2014년 | LOVE STAGE - 클래지콰이 - 페퍼톤스 - 옥상달빛 - 윤한 - 홍대광 - 커피소년 - 페이퍼컷프로젝트 - 원모어찬스 - 피콕 - 투어리스트 - 제이레빗 PEACE STAGE - 크라잉넛 X 노브레인 - 글렌체크 - 갤럭시 익스프레스 - 솔루션스 - 휴먼레이스 - 슈가 도넛 - 옐로우 몬스터즈 - 월러스 - 청년들 - 예리밴드 - 러브엑스테레오                                       | LOVE STAGE - 짙은 - 언니네이발관 - 스탠딩 에그 - 윤덕원 - 권순관 - 가을방학 - 갈릭스 - 어쿠스틱 콜라보 - 소심한오빠들 - 빅포니 - 신현희와김루트 PEACE STAGE - 국카스텐 - 장미여관 - 딕펑스 - 피아 - 정준영 - 술탄 오브 더 디스코 - 브로큰 발렌타인 - 로큰롤라디오 - 전기뱀장어 - 파블로프 - 라이프앤타임 - 유즈드카세트                                 |
| 2015년 | 9월 19일 | 9월 20일 |
| 2015년 | LOVE STAGE - 페퍼톤스 - 스탠딩에그 - 버즈 - 9와 숫자들 - 바닐라어쿠스틱 - 김사랑 - 피콕 - 루시아 - 박시환 - 어쿠루브 - W&JAS - 빅포니 PEACE STAGE - 크라잉넛 - 노브레인 - 글렌체크 - 갤럭시 익스프레스 - 슈퍼키드 - 슈가 도넛 - 칵스 - 딕펑스 - 내귀에도청장치 - 피해의식 - 후후 - 마이마이                                                        | LOVE STAGE - 이적 - 짙은 - 장미여관 - 두번째달 - 갈릭스 - 어쿠스틱 콜라보 - 백아연 - 바버렛츠 - 안녕바다 - 일락 - 소심한 오빠들 - 리싸 - 스무살 PEACE STAGE - 국카스텐 - 로맨틱펀치 - 쏜애플 - 트랜스픽션 - 솔루션스 - 술탄 오브 더 디스코 - 라이프앤타임 - 해리빅버튼 - 로열파이렛츠 - 리플렉스 - 잔나비 - 스윗리벤지                                  |